# Agetus typicus
Agetus typicus – gatunek widłonoga z rodziny Corycaeidae. Nazwa naukowa tego gatunku skorupiaków została opublikowana w 1849 roku przez duńskiego badacza fauny morskiej Henrika Nikolaia Krøyera.